# یورک فکتوری
یورک فکتوری (به انگلیسی: York Factory) یک منطقهٔ مسکونی در کانادا است که در منیوبا واقع شده‌است.